# Beeckestijnpop

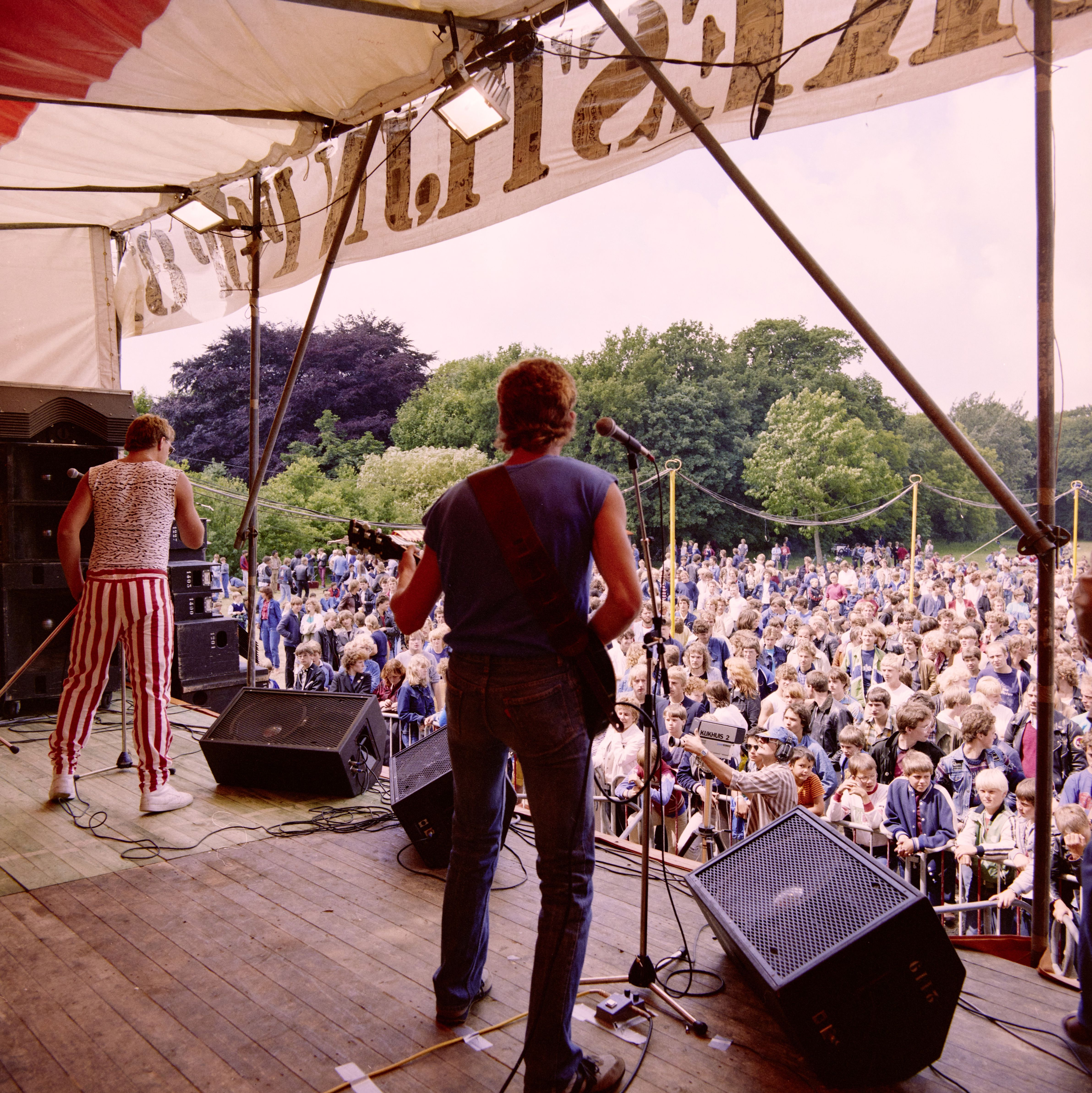
Beeckestijn Pop 1982

Beeckestijnpop, ook wel geschreven als Beeckestijn Pop, was een eendaags muziekfestival, dat vanaf 1979 tot 2015 jaarlijks werd georganiseerd in het park van landgoed Beeckestijn, in de gemeente Velsen.
Het muziekfestival werd jaarlijks bezocht door tien- tot vijftienduizend bezoekers en was gratis toegankelijk. In 1994 kreeg het festival een tweede podium.
Vanaf 2016 wordt het festival vanwege diverse problemen met o.a. de samenwerking met de gemeente Velsen niet meer georganiseerd.